# 트라이앵글 (2009년 영국 영화)
《트라이앵글》(영어: Triangle)은 2009년에 개봉한 영국의 심리 공포 영화이다. 크리스토퍼 스미스가 감독과 각본을 맡고, 멀리사 조지, 마이클 도먼, 레이철 카파니, 헨리 닉슨, 에마 렁, 리엄 헴즈워스 등이 출연하였다. 스미스는 각본 작성 중 영국 공포 영화 《악몽의 밤》(1945)을 시청했다고 밝혔다.
영국에서는 2009년 10월 16일에, 오스트레일리아에서는 2010년 4월 29일에, 대한민국에서는 2018년 8월 29일에 개봉되었다.

## 줄거리
절대 그 배에 타지 말았어야 했다!
친구들과 요트 여행에 오른 싱글맘 제스. 갑작스러운 폭풍을 만나 일행 모두 바다에 표류하지만 운 좋게도 호화 유람선을 발견하고 도움을 청하기 위해 승선한다. 하지만 배 안에는 사람의 흔적만 느껴질 뿐 아무도 보이지 않고 바다 위, 마치 시간이 멈춰버린 듯한 거대한 크루즈 안에서 일행들은 한 명씩 의문의 죽음을 맞게 된다.
끝을 알 수 없이 계속 반복되는 죽음과 공포의 순간, 정해진 운명의 패턴을 바꿔야만 탈출에 성공할 수 있는데... 과연 제스는 반복되는 시간의 고리를 끊고 운명의 시계를 되돌릴 수 있을까?

## 출연
- 멀리사 조지 - 제스 역
- 마이클 도먼 - 그레그 역
- 레이철 카파니 - 샐리 역
- 헨리 닉슨 - 다우니 역
- 에마 렁 - 헤더 역
- 리엄 헴즈워스 - 빅터 역
- 조슈아 매카이버 - 토미 역

## 기타 제작진
- 총괄 제작: 스티브 노리스, 제이슨 로저먼드
- 배역: 니키 배럿, 켈리 와그너
- 미술: 멀린다 도링
- 세트: 글렌 W. 존슨
- 의상·분장: 트레이시 리비, 셰인 토머스